# Novadrymadusa karabagi
Novadrymadusa karabagi är en insektsart som beskrevs av Demirsoy, Salman och Sevgili 2002. Novadrymadusa karabagi ingår i släktet Novadrymadusa och familjen vårtbitare. Inga underarter finns listade i Catalogue of Life.